# Chipoco
Chipoco är en ort i Mexiko.   Den ligger i kommunen Tlanchinol och delstaten Hidalgo, i den sydöstra delen av landet, 180 km norr om huvudstaden Mexico City. Chipoco ligger 1 479 meter över havet och antalet invånare är 959.
Terrängen runt Chipoco är kuperad åt sydväst, men åt nordost är den bergig. Chipoco ligger uppe på en höjd. Runt Chipoco är det ganska glesbefolkat, med 48 invånare per kvadratkilometer. Närmaste större samhälle är Tlanchinol, 5,1 km öster om Chipoco. I omgivningarna runt Chipoco växer i huvudsak städsegrön lövskog.